# La Charité-sur-Loire
La Charité-sur-Loire – miejscowość i gmina we Francji, w regionie Burgundia-Franche-Comté, w departamencie Nièvre, położona nad Loarą.
Według danych na rok 1990 gminę zamieszkiwało 5686 osób, a gęstość zaludnienia wynosiła 360 osób/km² (wśród 2044 gmin Burgundii La Charité-sur-Loire plasuje się na 38. miejscu pod względem liczby ludności, natomiast pod względem powierzchni na miejscu 607.).

## Współpraca
Miejscowości partnerskie:
- Koksijde, Belgia
- Namur, Belgia

## Galeria

La Charité-sur-Loire
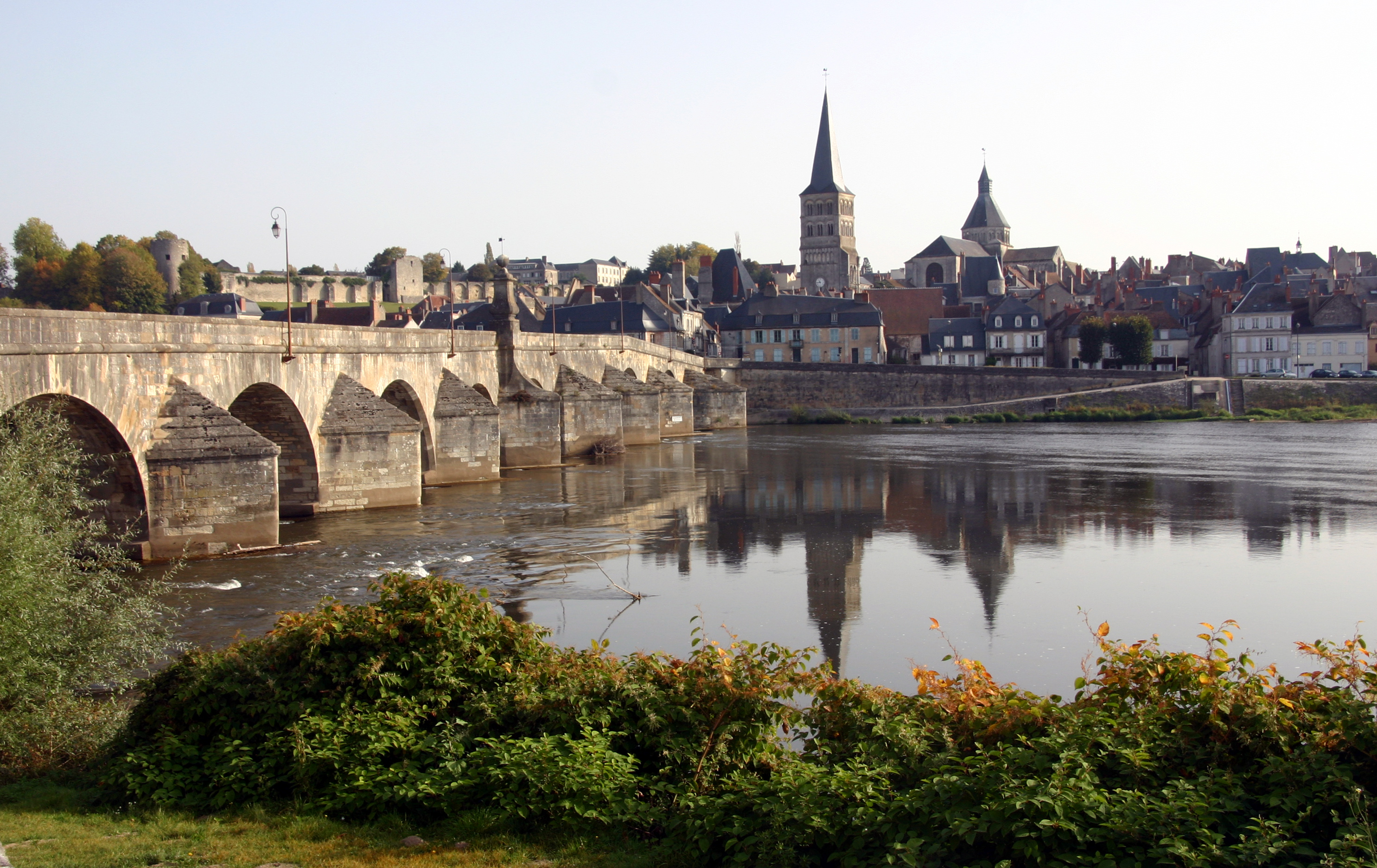
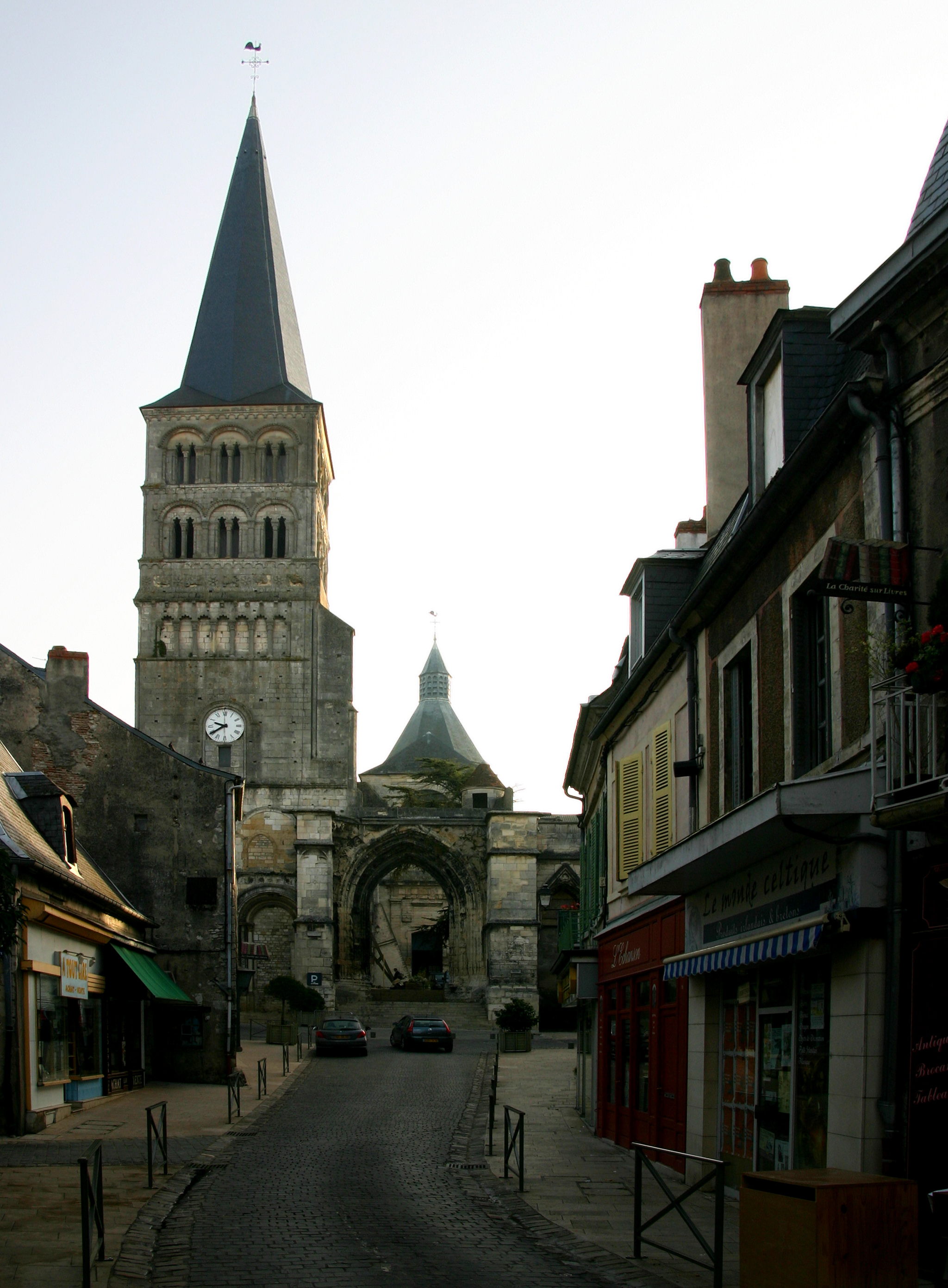
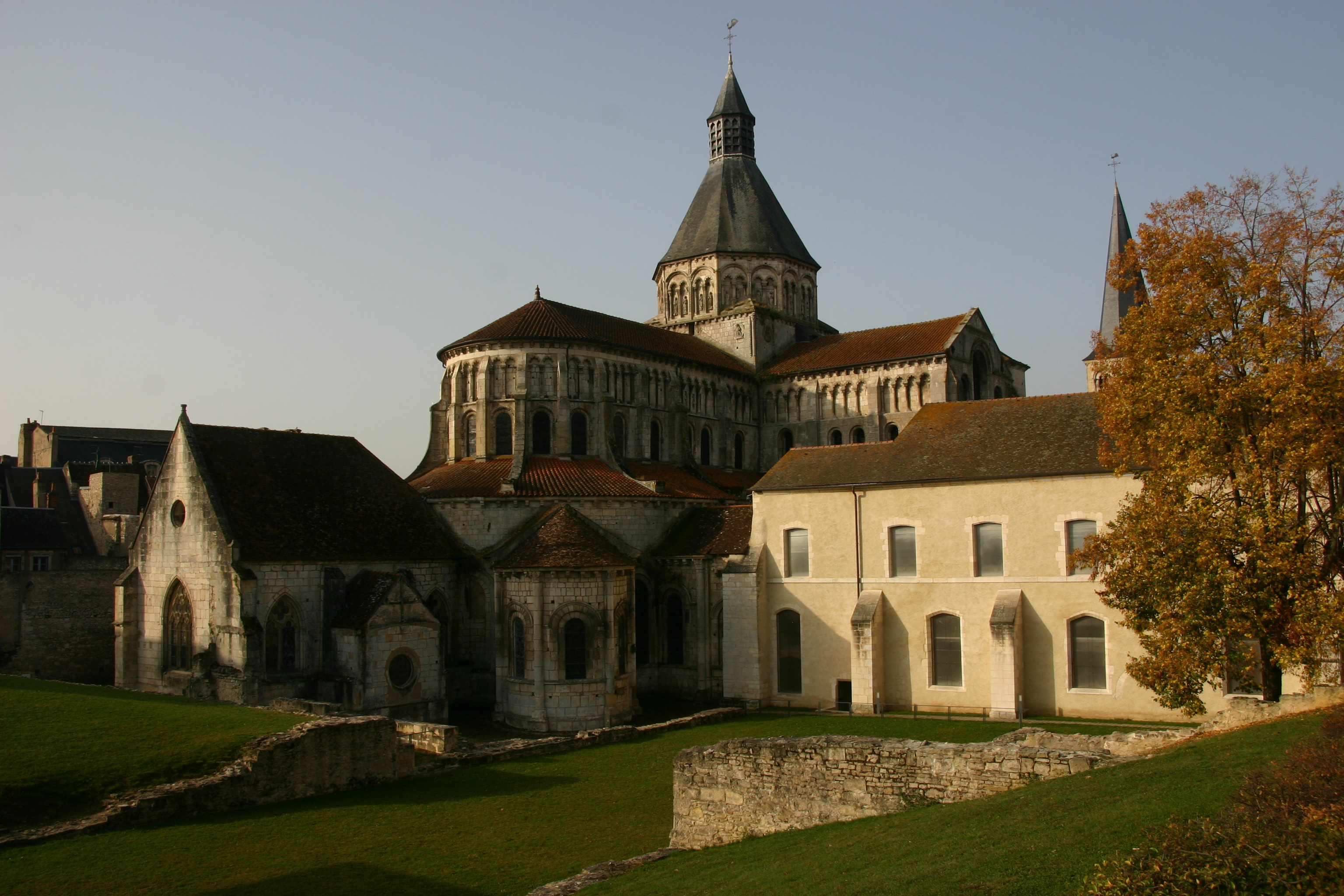
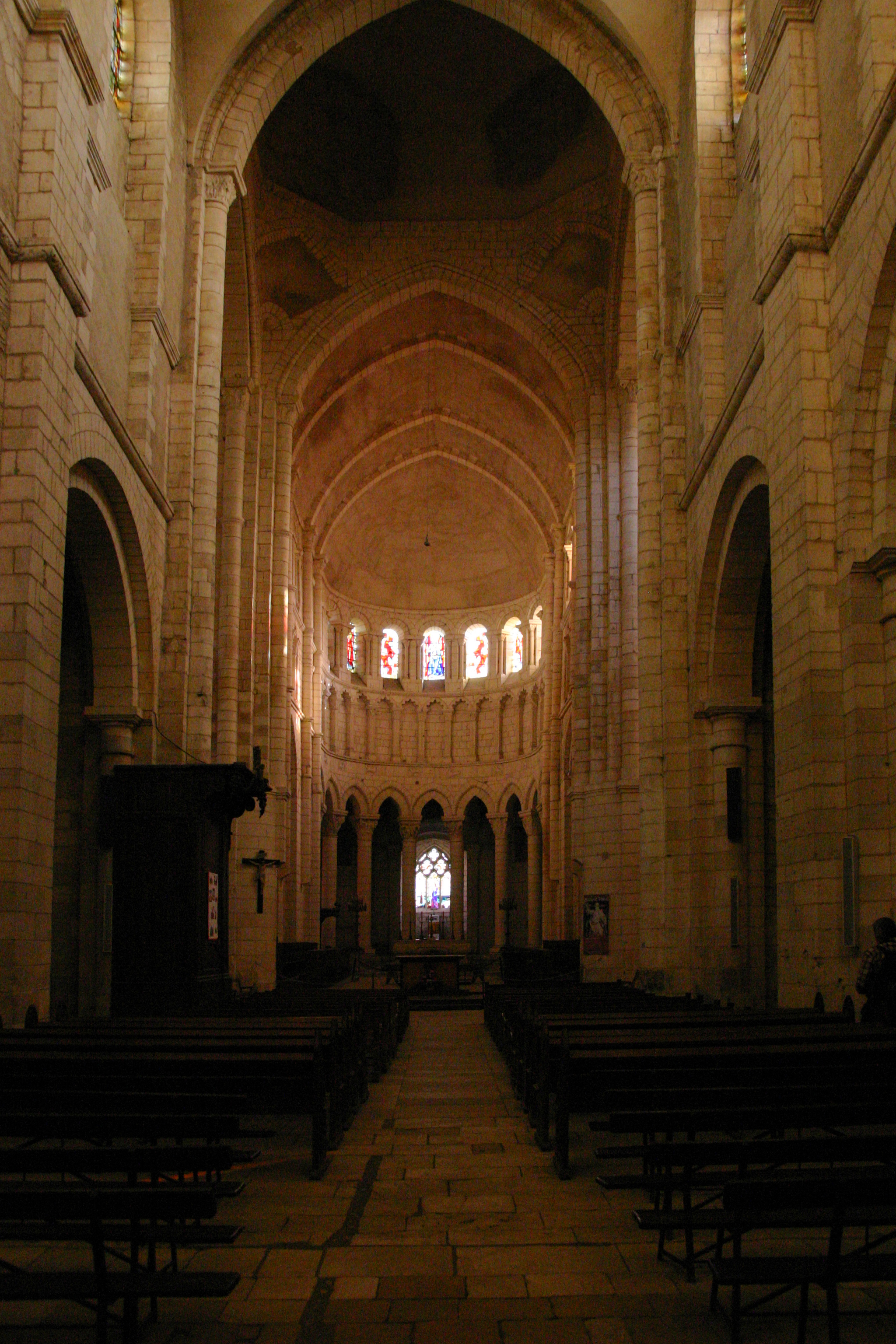
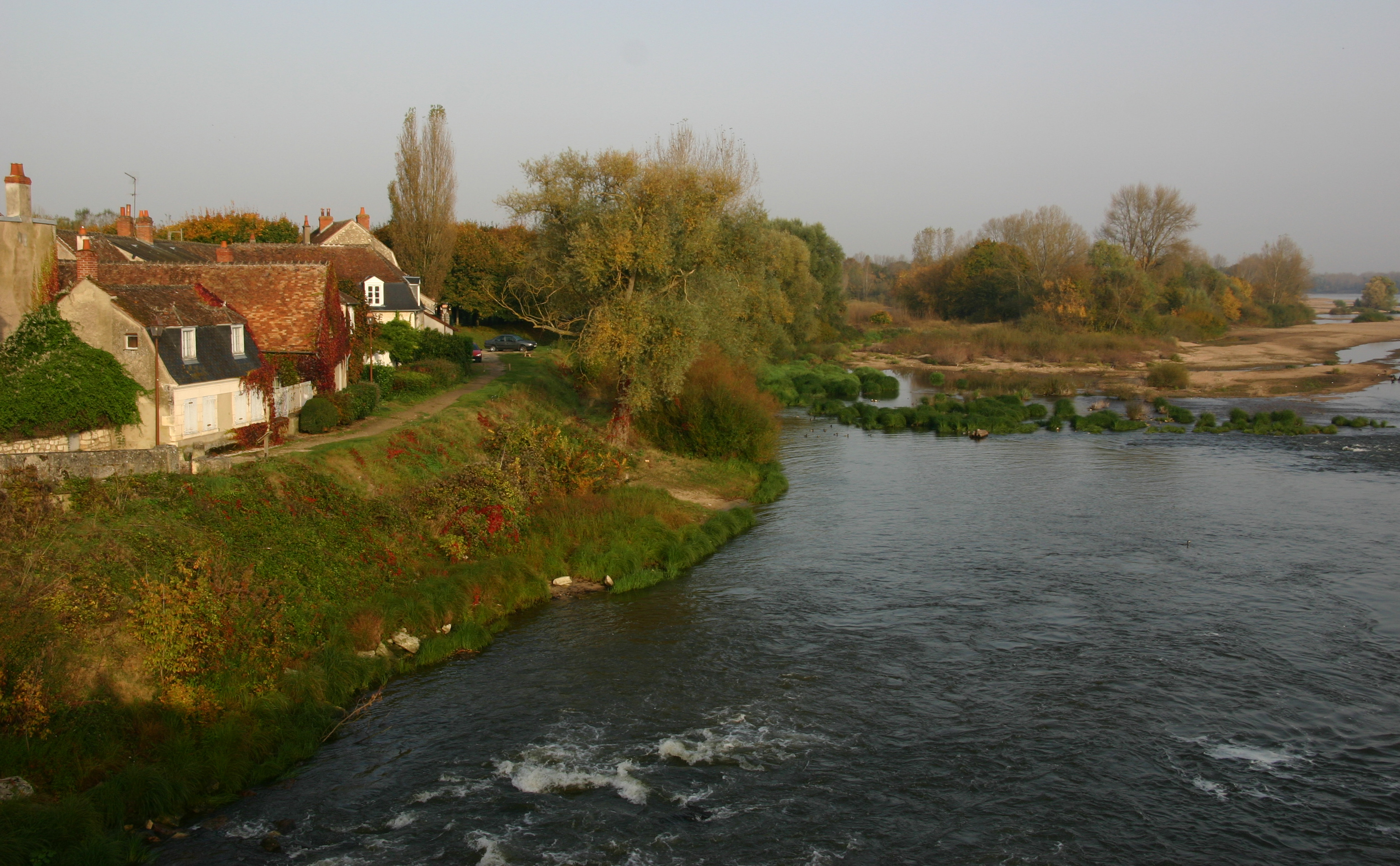